# Douglas Wick
Pour les articles homonymes, voir Wick.
Douglas Wick, né le 7 avril 1954, est un producteur américain.

## Filmographie
- 1979 : Merci d'avoir été ma femme (Starting Over) d'Alan J. Pakula
- 1988 : Working Girl de Mike Nichols
- 1994 : Wolf de Mike Nichols
- 1996 : Dangereuse Alliance (The Craft) d'Andrew Fleming
- 1998 : Du venin dans les veines (Hush)
- 1999 : Stuart Little de Rob Minkoff
- 1999 : Une vie volée (Girl, Interrupted) de James Mangold
- 2000 : Gladiator de Ridley Scott
- 2000 : L'Homme sans ombre (Hollow Man) de Paul Verhoeven
- 2001 : Spy Game, jeu d'espions (Spy Game) de Tony Scott
- 2002 : Stuart Little 2 de Rob Minkoff
- 2003 : Stuart Little: The Animted Series (série TV)
- 2003 : Peter Pan de P. J. Hogan
- 2004 : Rendez-vous avec une star (Win a Date with Tad Hamilton!) de Robert Luketic
- 2005 : Ma sorcière bien-aimée (Bewitched) de Nora Ephron
- 2005 : Stuart Little 3 (vidéo)
- 2005 : Jarhead : La Fin de l'innocence de Sam Mendes
- 2005 : Mémoires d'une geisha (Memoirs of a Geisha) de Rob Marshall
- 2006 : Camping-Car (RV) de Barry Sonnenfeld
- 2006 : Hollow Man 2 (vidéo)
- 2012 : Lawless de John Hillcoat
- 2013 : Gatsby le Magnifique (The Great Gatsby) de Baz Luhrmann
- 2015 : Insurgent de Robert Schwentke (coproducteur)
- 2020 : The Craft : Les Nouvelles sorcières (The Craft: Legacy) de Zoe Lister-Jones
- 2024 : Gladiator 2 de Ridley Scott